# 卵穗山羊草
卵穗山羊草（学名：Aegilops ovata）为禾本科山羊草属下的一个种。它原产于地中海和西亚以及巴勒斯坦和黎凡特。有些地方將其視為有毒杂草。